# بيت سميث (ممثل)
بيت سميث (بالإنجليزية: Pete Smith)‏ هو ممثل نيوزيلندي، ولد في القرن 20 في نيوزيلندا.

## أعمال

### أفلام
- (1993) البيانو[3]

## وصلات خارجية
- بيت سميث على موقع IMDb (الإنجليزية)
- بيت سميث على موقع روتن توميتوز (الإنجليزية)
- بيت سميث على موقع قاعدة بيانات الفيلم (الإنجليزية)